# Agaveväxter
Agaveväxter (Agavaceae) är en familj med många välkända växter som är hemmahörande i torra områden och öknar, exempelvis agavesläktet och palmliljesläktet (Yucca). Det finns mellan 550 och 600 arter indelade i drygt 20 släkten och de finns i tropiska, subtropiska och varma tempererade områden i hela världen.
Arterna kan vara suckulenta, men alla är det inte. Ofta växer bladen i en rosett vid marken och mitt i bladrosetten växer en träartad stjälk eller stam upp. Den kan vara mycket kort eller som ett träd. Bladen är oftast långa och spetsiga. Flera arter har stora, iögonfallande blommor.

## Agaveväxternas släkten
- Agavesläktet (Agave)
- Ampelliljesläktet (Chlorophytum)
- Funkiasläktet (Hosta)
- Furkreasläktet (Furcraea)
- Manfredasläktet (Manfreda)
- Palmliljesläktet (Yucca)
- Paradisliljesläktet (Paradisea)
- Sandliljesläktet (Anthericum)
- Stjärnhyacintsläktet (Camassia)
- Tuberossläktet (Polianthes)

- Anemarrhena
- Behnia
- Beschorneria
- Bravoa
- Chlorogalum
- Clistoyucca → palmliljesläktet
- Herreria
- Hesperaloë
- Hesperocallis
- Littaea
- Prochnyanthes
- Pseudobravoa
- Samuela → palmliljesläktet

## Klassificering
Agaveväxternas taxonomi diskuteras för närvarande. Några släkten (till exempel Dracaena) flyttas ibland ut till en egen familj, dracenaväxter (Dracaenaceae), men nyare forskning visar att de kanske skulle ingå i familjen stickmyrtenväxter (Ruscaceae). Å andra sidan finns data från DNA-analyser som föreslår att agaveväxterna istället ska utökas med släkten som tidigare klassificerats i andra familjer. Några av dessa släkten är Chlorogalum, stjärnhyacintsläktet (Camassia) och hela familjen sandliljeväxter (Anthericaceae) som innehåller drygt 20 släkten. Enligt APG II kan agaveväxtfamiljen tillsammans med flera andra familjer antingen ingå i sparrisväxterna (Asparagaceae) eller behandlas som fristående familjer. När agaveväxterna behandlas som fristående bör släktena i familjerna sandliljeväxter (Anthericaceae), Anemarrhenaceae, Behniaceae och Herreriaceae ingå i agaveväxterna. På svenska Wikipedia behandlas agaveväxterna som en fristående familj för närvarande, och inkluderar de nyss nämnda familjerna.